# 2004년 하계 올림픽 오스트리아 선수단
2004년 하계 올림픽 오스트리아 선수단은 그리스 아테네에서 개최된 2004년 하계 올림픽에 참가한 올림픽 오스트리아 선수단이다.

## 수영
남자
| 선수 | 세부 종목 | 예선 | 예선 | 준결선 | 준결선 | 결선 | 결선      |
| 선수 | 세부 종목 | 기록 | 순위 | 기록   | 순위   | 기록 | 최종 순위 |

## 역도
남자
| 선수              | 세부 종목   | 인상  | 인상 | 용상  | 용상 | 합계  | 합계 |
| 선수              | 세부 종목   | 기록  | 순위 | 기록  | 순위 | 기록  | 순위 |
| 마티아스 스타이너 | 남자 헤비급 | 182.5 | =11  | 222.5 | =5   | 405.0 | 7    |

## 육상

### 남자
트랙 및 도로 경기
| 선수 | 세부 종목 | 예선 | 예선 | 준준결선 | 준준결선 | 준결선 | 준결선 | 결선 | 결선 |
| 선수 | 세부 종목 | 기록 | 순위 | 기록     | 순위     | 기록   | 순위   | 기록 | 순위 |

## 참고 자료
- (영어) “Austria at the 2004 Athina Summer Games”. SR/Olympic Sports. 2009년 4월 21일에 원본 문서에서 보존된 문서. 2011년 10월 14일에 확인함.